# FIFA-Weltfußballer des Jahres 2007

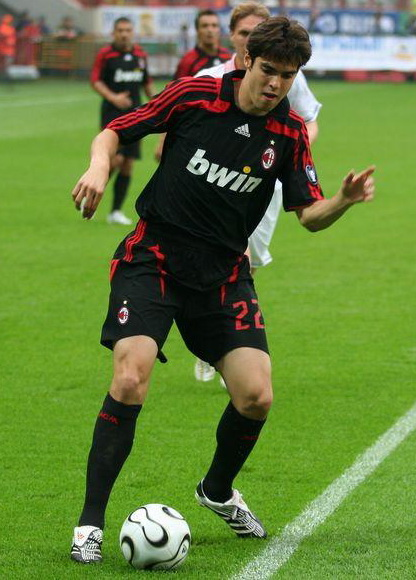
FIFA-Weltfußballer des Jahres 2007
Kaká

Der FIFA-Weltfußballer des Jahres 2007 (damals noch FIFA World Player) wurde am 17. Dezember 2007 im Opernhaus Zürich gekürt. Es war die 17. Vergabe der 1991 vom Fußballweltverband FIFA eingeführten Auszeichnung „FIFA-Weltfußballer des Jahres“. Gewinner der Auszeichnung war der Brasilianer Kaká.

## Abstimmungsmodus
Der Gewinner wurde durch eine Abstimmung unter den Trainern und Kapitänen der Nationalteams der Welt ermittelt. Diese nannten jeweils die drei ihrer Meinung nach besten Fußballer, wobei keiner der drei aus ihrem eigenen Land stammen durfte. Eine Nennung an Platz eins brachte fünf Punkte, ein zweiter Platz drei Punkte, der dritte Platz einen Punkt. Danach wurden die Punkte addiert.

## Ergebnis
- Platzierung: die Platzierung, die ein Spieler erzielt hat.
- Name: Name des ausgezeichneten Spielers.
- Nationalität: Nationalität des ausgezeichneten Spielers.
- Verein: Verein, für den der Spieler in dem Kalenderjahr aktiv war. Wenn ein Spieler den Verein gewechselt hat, wird der abgebende Verein an erster Position genannt.
- Stimmen: die insgesamt erhaltenen Stimmen aller Länder.

| Platzierung | Name                | Nationalität   | Verein                                  | Stimmen |
| ----------- | ------------------- | -------------- | --------------------------------------- | ------- |
| 1.          | Kaká                | Brasilien      | AC Mailand                              | 1047    |
| 2.          | Lionel Messi        | Argentinien    | FC Barcelona                            | 504     |
| 3.          | Cristiano Ronaldo   | Portugal       | Manchester United                       | 426     |
| 4.          | Didier Drogba       | Elfenbeinküste | FC Chelsea                              | 209     |
| 5.          | Ronaldinho          | Brasilien      | FC Barcelona                            | 109     |
| 6.          | Steven Gerrard      | England        | FC Liverpool                            | 68      |
| 7.          | Andrea Pirlo        | Italien        | AC Mailand                              | 57      |
| 8.          | Thierry Henry       | Frankreich     | FC Arsenal / FC Barcelona               | 54      |
| 9.          | Fabio Cannavaro     | Italien        | Real Madrid                             | 47      |
| 10.         | Gianluigi Buffon    | Italien        | Juventus Turin                          | 31      |
| 11.         | Franck Ribéry       | Frankreich     | Olympique Marseille / FC Bayern München | 30      |
| 12.         | Samuel Eto’o        | Kamerun        | FC Barcelona                            | 29      |
| 13.         | Wayne Rooney        | England        | Manchester United                       | 22      |
| 14.         | Miroslav Klose      | Deutschland    | Werder Bremen / FC Bayern München       | 21      |
| 15.         | Michael Essien      | Ghana          | FC Chelsea                              | 20      |
| 16.         | Juan Román Riquelme | Argentinien    | Boca Juniors / FC Villarreal            | 19      |
| 17.         | Petr Čech           | Tschechien     | FC Chelsea                              | 18      |
| 17.         | Ruud van Nistelrooy | Niederlande    | Real Madrid                             | 18      |
| 19.         | Frank Lampard       | England        | FC Chelsea                              | 11      |
| 20.         | Deco                | Portugal       | FC Barcelona / FC Chelsea               | 9       |
| 20.         | Juninho             | Brasilien      | Olympique Lyon                          | 9       |
| 22.         | Gennaro Gattuso     | Italien        | AC Mailand                              | 8       |
| 23.         | John Terry          | England        | FC Chelsea                              | 6       |
| 23.         | Patrick Vieira      | Frankreich     | Inter Mailand                           | 6       |
| 25.         | Rafael Márquez      | Mexiko         | FC Barcelona                            | 5       |
| 26.         | Fernando Torres     | Spanien        | Atlético Madrid / FC Liverpool          | 4       |
| 27.         | Alessandro Nesta    | Italien        | AC Mailand                              | 2       |
| 28.         | Carlos Tévez        | Argentinien    | West Ham United / Manchester United     | 1       |